# Motya interstitia
Motya interstitia är en fjärilsart som beskrevs av Dyar 1914. Motya interstitia ingår i släktet Motya och familjen trågspinnare. Inga underarter finns listade i Catalogue of Life.